# دیگوکسین
دیگوکسین (به انگلیسی: Digoxin)
رده درمانی: گلیکوزید قلبی.
اشکال دارویی: قرص، الگزیر، قطره، آمپول

## موارد مصرف
دیگوکسین از قدیمی‌ترین داروهای ضدآریتمی به‌شمار می‌رود و در درمان نارسایی قلبی و آریتمی فوق بطنی (به‌ویژه فیبریلاسیون دهلیزی) مصرف می‌شود و اثر کلی آن، تقویت قدرت عضله قلب افراد مبتلا به نارسایی قلبی می‌باشد.

## مکانیسم اثر
دیگوکسین نیروی انقباضی قلب را افزایش و هدایت الکتریکی آن را کاهش می‌دهد. احتمالاً افزایش نیروی انقباضی عضله قلب، ناشی‌از مهار پمپ مبادله یون‌های سدیم و پتاسیم در غشای سلولی عضله قلب می‌باشد. بر اثر بلاک این پمپ سطح سدیم داخل سلولی افزایش می‌یابد و منجر به کاهش فعالیت پمپ سدیم/کلسیم (NCX)در غشای سلول‌های میوکارد می‌شود. حاصل نهایی این فرایند افزایش سطح یون‌های‌کلسیم در داخل سلول‌های میوکارد است که بر فعالیت انقباضی فیبرهای میوکارد افزوده می‌شود. این دارو سرعت هدایت قلبی را کاهش و دوره تحریک‌ناپذیری گره دهلیزی ـ بطنی را افزایش می‌دهد.

## فارماکوکینتیک
فراهمی زیستی قرص دیگوکسین ۸۰–۶۰٪، الگزیر و محلول تزریقی آن ۸۵–۷۰٪ است. پیوند دیگوکسین به پروتئین کم می‌باشد(۲۰٪). متابولیسم این دارو به‌میزان کم در کبد صورت‌می‌گیرد. نیمه عمر دارو ۴۸–۳۶ ساعت است که در صورت‌ابتلا به بی‌ادراری، ۶–۴ روز خواهدبود. اثر دارو از راه خوراکی پس از ۲–۰/۵ساعت و از راه تزریقی پس از ۳۰–۵ دقیقه‌شروع می‌شود. زمان لازم برای رسیدن به‌اوج اثر از راه تزریقی ۴–۱ ساعت و از راه‌خوراکی ۶–۲ ساعت است. طول اثر دارو ۲ تا ۶ روز است. دفع‌دیگوکسین کلیوی است.

## تداخلات دارویی
علی رغم تاثیرات عالی و موثر ، دیگوکسین دارای تداخلات دارویی فراوان است که این موضوع استفاده از آن را با چالش روبه رو می‌کند. مهمترین تداخلات دارویی دیگوکسین شامل موارد زیر است:
- آنتی اسید ها و آمینوسالسیلیک ها
- برخی از داروهای قلبی و ضد فشاری خون از جمله آمیودارون ، وراپامیل ، نیفیدیپین و دلتیازیم
- برخی از داروهای ادرار آور نظیر فوروزماید و اسپیرونولاکتون
- کاربی سیلین
- آمفوتریسین بی
- کورتیکواستروئید ها نظیر بتامتازون ، دگزامتزون و ...

تداخلات دارویی دیگوکسین غالبا از نوع افزایش و یا کاهش اثر دارو و افزایش خطر مسمومیت های دارویی است.

## عوارض جانبی
بی‌اشتهایی، تهوع، استفراغ، درد شکم اغلب با مصرف مقادیر زیاد دارو مشاهده می‌شود. اختلالات بینایی(مشاهده هاله سبز رنگ اطراف اجسام)، بزرگ شدن سینه ، سردرد، خواب‌آلودگی، اغتشاش فکر، توهم،هایپرکالمی، آریتمی و بلوک قلبی با مصرف این دارو گزارش شده‌است.

## مسمومیت با دیگوکسین
در مسمومیت حاد این دارو فرد دچار هیپرکالمی می شود و نباید تجویز پتاسیم صورت بگیرد ولی در مسمومیت مزمن با دیگوکسین علائمی چون هیپوکالمی ، هیپومنیزمی و هیپرکلسمی صورت میگرد که ابتدا باید پتاسیم تجویز کرد و درصورت بهبود نیافتن علائم میتوان از داروهای ضدآریتمی (نظیر لیدوکائین) و آنتی بادی های ضد دیگوکسین استفاده نمود.